# (37804) 1997 YE4
1997 YE4 (asteroide 37804) é um asteroide da cintura principal. Possui uma excentricidade de 0.14373900 e uma inclinação de 3.79792º.
Este asteroide foi descoberto no dia 23 de dezembro de 1997 por Beijing Schmidt CCD Asteroid Program em Xinglong.